# Leptostroma juncacearum
Leptostroma juncacearum är en svampart som beskrevs av Sacc. 1881. Leptostroma juncacearum ingår i släktet Leptostroma och familjen Rhytismataceae.   Inga underarter finns listade i Catalogue of Life.